# Kaluđerovo (Babušnica)
Kaluđerovo (szerbül Калуђерово) egy falu Szerbiában, a Piroti körzetben, a Babušnicai községben.

## Népesség
- 1948-ban 839 lakosa volt.
- 1953-ban 857 lakosa volt.
- 1961-ben 723 lakosa volt.
- 1971-ben 628 lakosa volt.
- 1981-ben 505 lakosa volt.
- 1991-ben 392 lakosa volt
- 2002-ben 273 lakosa volt,[1] akik közül 271 szerb (99,26%) és 2 cigány.[2]